# Interprovincial Championship 1977-78
El Interprovincial Championship de 1977-78 fue la trigésimo segunda edición del torneo de equipos provinciales de la Isla de Irlanda, es decir tanto de la República de Irlanda como de Irlanda del Norte.

## Sistema de disputa
El torneo se disputó en formato de todos contra todos, otorgando 2 puntos por el triunfo, 1 por el empate y 0 por la derrota. El equipo que obtuviera más puntos al final del campeonato era declarado campeón.

## Desarrollo
- Tabla de posiciones:[1]

| Pos. | Equipo         | Encuentros | Encuentros | Encuentros | Encuentros | Tantos | Tantos | Tantos | Puntos |
| Pos. | Equipo         | PJ         | PG         | PE         | PP         | F      | C      | Dif    | Puntos |
| ---- | -------------- | ---------- | ---------- | ---------- | ---------- | ------ | ------ | ------ | ------ |
| 1.º  | Leinster Rugby | 3          | 2          | 0          | 1          | 69     | 42     | +27    | 4      |
| 1.º  | Ulster Rugby   | 3          | 2          | 0          | 1          | 45     | 38     | +7     | 4      |
| 1.º  | Munster Rugby  | 3          | 2          | 0          | 1          | 31     | 25     | +6     | 4      |
| 4.º  | Connacht Rugby | 3          | 0          | 0          | 3          | 18     | 58     | -40    | 0      |

|  | Campeón. |

### Resultados
| 1977 | Leinster | 29 - 18 | Ulster |  |  |

| 1977 | Leinster | 30 - 9 | Connacht |  |  |

| 1977 | Munster | 15 - 10 | Leinster |  |  |

| 1975 | Munster | 10 - 6 | Connacht |  |  |

| 1977 | Ulster | 9 - 6 | Munster |  |  |

| 1977 | Ulster | 18 - 3 | Connacht |  |  |

| Bandera de Irlanda   |
| Campeón Leinster     |
| Décimo tercer título |

| Bandera de Irlanda   |
| Campeón Munster      |
| Décimo tercer título |

| Bandera de Irlanda   |
| Campeón Ulster       |
| Décimo quinto título |